# Diario 16 (periòdic digital)
Diario 16 és un diari digital espanyol que va renéixer el 2015, després d'haver tancat la seva premsa rotativa en 2001.
Malgrat tenir diferent equip redactor, la capçalera és la mateixa que en la seva antiga edició escrita, però amb nou i diferent eslògan: "El diari de la Segona Transició". María José Pintor Sánchez-Ocaña i Cristina Fallarás van ocupar la direcció. José Antonio Gómez és el director actual.
A més de la publicació diària digital, la capçalera també edita una revista de periodicitat mensual amb el mateix nom.
La capçalera del diari va passar del Grupo Voz a Multimèdia Edicions Globals, S.L., del Grup EIG (Energy & Information Group), en algun moment entre 2001 i 2015. MEG, S.L. és presidida per Manuel Domínguez Moreno, i la seva plantilla es conforma per antics redactors de la revista Canvi 16.